# Marinens flyvebaatfabrikk
Marinens flyvebaatfabrikk (завод летающих лодок флота) — ныне не существующая норвежская авиастроительная компания.
Создана 26 мая 1915 года в пригороде Хортена, где располагалась вместе с ВВС флота. Наряду с Kjeller Flyfabrikk была одним из первых национальных предприятий авиаиндустрии.
Первым норвежским самолётом стал прибывший 1 августа 1912 года из Германии «Start» (Rumpler Taube), годом позже он был переделан фабрикой в гидроплан. Конструкция пожертвованного в 1914 году Руалем Амундсеном гидросамолёта Farman MF.7 послужила основой для создания первого серийного самолёта компании, MF1. В мае 1915 года фабрика была официально открыта.
В период 1914—1939 гг. на ней строились разработанные компанией несколько типов самолётов: с MF1 по MF12 включительно; последние пять сконструировал директор завода Йохан Хёвер. Кроме того, по лицензии выпускались несколько европейских и американских моделей, в частности, Sopwith Baby и Hansa-Brandenburg. На 1938 год количество персонала составляло 86 человек.
Во время Второй мировой войны завод был захвачен немецкими войсками и использовался ими, некоторые его объекты были реконструированы и расширены.
После войны он был переименован в Hortens Flyfabrikk и, вместе с Kjeller Flyfabrikk, подчинён ВВС. В основном использовался для обслуживания летающих лодок Catalina и подобных. В 1955 году на заводе работало 70 человек.
В 1965 году завод был переподчинён ВМС, его мощности вошли в состав главной судоверфи флота, вскоре было принято решение о его закрытии. Персонал, составлявший на тот момент 270 человек, ежегодно сокращали на 20 %. Предприятие было окончательно закрыто 1 октября 1972 года.
За годы существования авиазавода на нём с 1915 по 1940 год было произведено около 130 самолётов, преимущественно гидропланов.

## Продукция фирмы
| Модель                   | Тип           | Год     | Количество | Номера | Примечания |
| ------------------------ | ------------- | ------- | ---------- | --- | --- |
| MF1                      | учебный       | 1915-20 | 5          | F.2, F.4, F.6, F.8, F.8(II). | Конструкция по типу Farman MF.7, толкающий винт |
| MF2                      | разведчик     | 1915-17 | 3          | F.10, F.10(II) и F.12. | MF1, вооружённый бомбами и пулемётом Мадсена |
| MF3                      | разведчик     | 1917    | 4          | F.14, F.16, F.18 и F.20. | Двигатель Curtiss C-6 (160 л. с.) |
| MF4                      | учебный       | 1918-24 | 7          | F.2(II), F.4(II), F.4(III) F.6(III), F .8(III), F.10(III), F.12(II) | развитие MF1 |
| MF5                      | разведчик     | 1918-22 | 9          | F.22, F.26 m.fl. | Увеличенный Sopwith Baby со 160-сильным двигателем Sunbeam и тянущим винтом. (здесь и далее аббревиатура m.fl. — med flyter, с поплавками) |
| MF6                      | учебный       | 1922    | 20         | F.10 m.fl. | |
| MF7                      | учебный       |         | 2          | | |
| MF8                      | учебный       | 1925-27 | 8          | F.6(III), F.12. | |
| MF9                      | учебный       | 1925-32 | 10         | F.120, F.122, F.124, F.126, F.120(II), F.128, F.130, F.132, F.134, F.142. | Также известен как «Høverjageren» (истребитель Хёвера) |
| MF10                     | Тренировочный | 1929-36 | 4          | F.4(V), F.200, F.202, F.204, | |
| MF11                     | разведчик     | 1931-39 | 29         | F.300, F.302, F.304, F.306, F.308, F.310, F.312, F.314, F.314(II), F.316, F.318, F,320, F.322, F.324, F.326, F.328, F.330, F.332, F.334, F.336, F.338, F.340, F.342, F.344, F.346, F.348, F.350, F.352, F.354. | Биплан с лицензионным 14-цилиндровым 525-сильным двигателем Armstrong Siddeley Panther IIA, выпускавшимся заводом Marinens Minevesen. Большая часть уничтожена во время вторжения, остальные конфискованы. В Финляндии находится единственный сохранившийся экземпляр. |
| MF12                     | учебный       | 1939    | 1          | F.14(V) | Низкоплан с 225-сильным звездообразным двигателем Jacobs L-4M, конфискован немецкими войсками. |
| Выпускались по лицензии: |               |         |            | | |
| Sopwith Baby             | истребитель   | 1918-25 | 8          | F.100, F.102, F.104, F.110, F.114, F.118 m.fl. | F.100 и F.102, находившиеся на борту броненосца «Торденскьольд» в 1928 году участвовали в поисках Амундсена и Нобиле |
| Hansa-Brandenburg        | разведчик     | 1920-28 | 30         | F.14, F.18, F.22, F.24, F.32, F.36, F.38, F.56, F.58 m.fl. | Самолёты этого типа неоднократно принимали участие в обеспечении экспедиций Амундсена: в 1922 году F.56 и F.58 (лётчики Финн Лютцов-Хольм и Ялмар Рисер-Ларсен) совершили перелёт Хортен-Киркенес-Хортен; F.18 и F.22 были доставлены на Шпицберген в 1926. Двумя годами позже F.36 и F.38 вместе с применявшейся как плавбаза шхуной «Hobby» участвовали в поисках его последней экспедиции. W.33 также использовался во время экспедиции Ларса Кристенсена в 1929-30 гг. 11 таких самолётов были построены на заводе компании Kjeller Flyfabrikk и назывались Kjeller F.F.8 Make III |
| Douglas DT-2 B           | торпедоносец  | 1925-36 | 7          | F.84 m.fl. | |